# Captain America (filmserie)
Captain America is een Amerikaanse serial film van 15 korte films, gebaseerd op het gelijknamige personage van Marvel Comics. De serie werd geproduceerd door Republic Pictures. Het was de laatste serial film van Republic over een superheld. De hoofdrol werd vertolkt door Dick Purcell.

## Inhoud
Een groot aantal wetenschappers en zakenmannen komt op mysterieuze wijze om het leven. Het lijkt telkens om zelfmoord te gaan, maar bij elk van de lijken wordt een kleine scarabee gevonden. Burgemeester Randolph krijgt lucht van de zaak. Hij eist dat politiecommissaris Dryden en officier van justitie Grant Gardner de zaak tot op de bodem uitzoeken. Tevens wenst hij dat Captain America, een gemaskerde held die al vaker heeft geholpen criminelen te verslaan, er was.
Alle slachtoffers warenlid van een expeditie naar een aantal Maya-ruïnes. Een van de weinige nog levende expeditieleden is Professor Lyman. Hij richt zich tot zijn vriend Dr. Maldor voor steun. Dr. Maldor onthuld echter dat hij het meesterbrein achter alle sterfgevallen is. Hij wil wraak nemen omdat hij de hele expeditie had gepland en gefinancierd, maar iedereen met de roem en eer ging strijken. Maldor weet dat Lyman een apparaat heeft gemaakt genaamd de "Dynamic Vibrator", dat bedoeld is voor mijnwerkzaamheden maar die in verkeerde handen een gevaarlijk wapen kan vormen. Hij dwingt Lyman de plannen van dit apparaat te onthullen.
Captain America moet Maldor, die zich voordoet als de schurk “Scarab”, tegenhouden voor hij dit wapen voor slechte doeleinden kan gebruiken.

## Rolverdeling
| Acteur             | Personage                                |
| ------------------ | ---------------------------------------- |
| Dick Purcell       | Grant Gardner/Captain America            |
| Lorna Gray         | Gail Richards, Grant Gardners secretaris |
| Lionel Atwill      | Dr. Cyrus Maldor/The Scarab              |
| Charles Trowbridge | Commissaris Dryden                       |
| Russell Hicks      | burgemeester Randolph                    |
| George J. Lewis    | Bart Matson                              |
| John Davidson      | Gruber                                   |

## Achtergrond

### Productie
De filmserie had een budget van $182,623, maar de totale kosten kwamen uit op $222,906. Daarmee was Captain America de duurste van alle 66 filmreeksen die Republic had gemaakt, en tevens de filmreeks die het meest over het budget heen ging.
Republic bracht grote veranderingen aan bij het Captain America personage. Bijvoorbeeld:
- Zijn geheime identiteit was Officier van Justitie Grant Gardner in plaats van soldaat Steve Rogers.
- Hij gebruikte geen super-soldaat serum.
- Zijn bekende schild werd niet gebruikt in de films.
- Ondanks dat de film in 1944 werd gemaakt, speelden de Tweede Wereldoorlog en de nazi’s (Captain America’s grootste vijanden uit de strips van die tijd) geen rol in de films.
- Captain America’s helper Bucky deed niet mee in de films.

### Hoofdstukken
1. The Purple Death
2. Mechanical Executioner
3. Scarlet Shroud
4. Preview of Murder
5. Blade of Wrath
6. Vault of Vengeance
7. Wholesale Destruction
8. Cremation in the Clouds
9. Triple Tragedy
10. The Avenging Corpse
11. The Dead Man Returns
12. Horror on the Highway
13. Skyscraper Plunge
14. The Scarab Strikes
15. The Toll of Doom

### Stunts & Effecten
Alle effecten in Captain America werden gemaakt door het eigen team van Republic, de Lydecker brothers.
Stuntmannen die meewerkten aan de films waren:
- Dale Van Sickel als Captain America
- Bert LeBaron als Dr. Maldor/The Scarab
- Helen Thurston a.s Gail Richards
- Ken Terrell Bart Matson/Dirk
- John Bagni
- Fred Graham
- Duke Green
- Eddie Parker
- Allen Pomeroy
- Tom Steele